# 27895 Yeduzheng
27895 Yeduzheng este un asteroid din centura principală de asteroizi.

## Descriere
27895 Yeduzheng este un asteroid din centura principală de asteroizi. A fost descoperit pe 6 iunie 1996 la Xinglong în cadrul programului Beijing Schmidt CCD Asteroid Program. Asteroidul prezintă o orbită caracterizată de o semiaxă mare de 2,59 ua, o excentricitate de 0,10 și o înclinație de 14,4° în raport cu ecliptica.